# Юделник
Юде́лник (болг. Юделник) — село в Русенській області Болгарії. Входить до складу общини Сливо-Поле.

## Населення
За даними перепису населення 2011 року у селі проживали 862 особи.
Національний склад населення села:
| Національність   | Кількість осіб | Відсоток |
| ---------------- | -------------- | -------- |
| турки            | 635            | 73,8%    |
| болгари          | 124            | 14,4%    |
| цигани           | 99             | 11,5%    |
| Всього відповіли | 860            |          |

Розподіл населення за віком у 2011 році:
Динаміка населення: